# Barbacs
Barbacs is een plaats (község) en gemeente in het Hongaarse comitaat Győr-Moson-Sopron. Barbacs telt 769 inwoners (2001).